# Yves Leterme
Yves Camille Désiré Leterme (* 6. října 1960 Wervik) je belgický politik vlámské národnosti, v roce 2008 a opět v letech 2009–2011 předseda belgické vlády (první a druhý kabinet).

## Politický život
Yves Leterme je členem středo-pravicové politické strany Christen-Democratisch en Vlaams, jejímž byl v letech 2003 až 2004] předsedou. Od 20. července 2004 byl předsedou vlámské vlády.

### První vláda
Dne 20. března 2008 se stal belgickým předsedou vlády. Dne 14. července 2008 podal demisi, když se mu nepodařilo vyřešit spory mezi vlámskými a valonskými stranami vládní koalice. Belgický král Albert II. ale 17. července odmítl demisi přijmout.
Dne 22. prosince 2008 král Albert II. již demisi z rukou premiéra přijal, čímž ukončila vláda činnost. Tvořilo jí pět koaličních stran a ve funkci setrvala méně než rok. Za hlavní příčinu pádu vlády je uváděna finanční krize banky Fortis, působící v celém Beneluxu. Dne 30. prosince 2008 se novým belgickým premiérem stal Herman Van Rompuy.

### Druhá vláda
Poté, co byl Herman Van Rompuy zvolen předsedou Evropské rady, stal se 25. listopadu 2009 Leterme opět předsedou belgické vlády. 22. dubna 2010 podala vláda demisi kvůli sporu mezi Vlámy a Valony o dělení bruselského regionu, který se vládě nepodařilo vyřešit, a ztrátě důvěry strany Open Vld. 26. dubna 2010 král Albert II. demisi přijal.